# ピークストリーム
ピークストリーム社（PeakStream）は、かつて存在した並列処理ソフトウェアの開発を行なっていたアメリカ合衆国の企業。カリフォルニア州レッドウッド・ショアズ（Redwood Shores）に本拠をおいていた。マシュー・パパキポスとアッシャー・ワルドフォゲルによって、2005年4月に設立。セコイア・キャピタルとクライナー・パーキンスによって資本のバックアップを受けていた。
ピークストリームは、2006年9月にATIのグラフィックプロセッサ向けに並列処理ライブラリをリリースした。
2007年6月5日にグーグルに買収された
。